# 克羅地亞足球協會
克羅地亞足球協會（簡稱HNS）是克羅地亞足球运动的管理机构，負責管轄克羅地亞各級別職業足球聯賽、克羅地亞盃、克羅地亞超級盃以及各級別男女子的國家足球隊，足球總部設於首都薩格勒布。

## 歷史
該協會的前身是於1912年6月13日成立的「克羅地亞體育聯合會」（Hrvatski športski savez）足球部門，當時克羅地亞仍然屬於奧匈帝國的一部分。第一次世界大戰結束後，奧匈帝國解體，南斯拉夫王國成立，多家俱樂部在薩格勒布舉行會議，成立南斯拉夫足球協會，繼承克羅地亞體育聯合會足球部門的工作，隨後該協會成為南斯拉夫王國全境的足球管理機構。1929年，該協會因與貝爾格萊德分會的矛盾而解散，次年南斯拉夫足球協會在貝爾格萊德重建，而克羅地亞足球協會則到了1939年克羅地亞省建立後才得以重建。
1941年4月，南斯拉夫遭到納粹德國入侵，德軍扶植了傀儡政權克羅地亞獨立國，克羅地亞足球協會成為國家級足協，並於1941年7月17日加入國際足聯。第二次世界大戰結束後，南斯拉夫社会主义联邦共和国成立，克羅地亞足球協會再次成為南斯拉夫足球協會下屬的地區分支機構。
1990年，南斯拉夫開始解體。1991年10月8日，克羅地亞正式獨立。克羅地亞足球協會於1992年7月3日重新加入國際足聯，於1993年6月17日重新加入歐洲足聯。

## 外部連結
- 克羅地亞足球協會官方網站（页面存档备份，存于）
- Croatia（页面存档备份，存于） at FIFA
- Croatia （页面存档备份，存于） at UEFA